# Renault RS01
A Renault RS01 egy Formula–1-es versenyautó, amellyel a Renault csapat versenyzett az 1977-es, az 1978-as és az 1979-es Formula–1 világbajnokság során. Pilótái Jean-Pierre Jabouille és René Arnoux voltak.
Az autó az első turbómotorral szerelt konstrukció volt a sportág történetében, továbbá szintén az első, amely radiál gumiabroncsokkal versenyzett. 

## Áttekintés
Az 1970-es évek végén a legtöbb csapat a Ford-Cosworth DFV típusmegjelölésű V8-as szívómotort használta, egy-két gyártó kivételével, mint a Ferrari, a Matra és az Alfa Romeo, akik tizenkét hengeres boxermotorokat gyártottak maguknak és a klienscsapatoknak. A szabályok ekkoriban megengedték, hogy 3 literes szívómotorok és másfél literes turbómotorok is használhatóak legyenek. A Renault ezt kihasználva döntött úgy, hogy megépítik a sajátjukat.
A sportautózás világában már használtak egy 2 literes V6-os egységet, amellyel 1977-ben másodikok lettek Le Mans-ban (1978-ban nyertek is), így bebizonyosodott, hogy lehetnek ezek a motorok gyorsak és megbízhatóak is.
Az új technológiát azonban rengeteg tesztnek kellett alávetni, és gyakorlatilag a Renault csak azért nevezett be és építette meg ezt az autót, hogy folyamatosan tesztelhessen. A robusztus és túlsúlyos autót a csapat mérnöke, Jean-Pierre Jabouille vezethette. A motorblokk öntöttvasból készült, hogy ellen tudjon állni a turbóerőhatásnak, maga a kasztni pedig a végletekig egyszerű volt, annak érdekében, hogy a szerzett tapasztalatok függvényében fejleszthessék tovább.

## Versenyben
Az RS01-es hírhedten megbízhatatlan volt, a rivális csapatok a "sárga teáskanna" gúnynevet aggatták rá, mert rendszeresen megállt a pálya szélén, fehér füstfelhőt eregetve. Jabouille és a csapat azonban hittek abban, amit elterveztek, és keményen fejlesztettek tovább. Ennek 1978 végén lett meg először az eredménye, amikor az amerikai nagydíjon egy negyedik hellyel végre meglett az első pontszerzés. Eddigre az autó külsőre is átalakult, és már egyáltalán nem volt az a bumfordi és nehéz kasztni, mint a legelején. A megbízhatóság is sokat javult, ráadásul a Renault ikerturbóval szerelte fel a motort, amely a turbóhatás késleltetettségén segített sokat.
1979-ben vele kezdték meg az idényt, immár két pilótával, Jabouille pedig ismét történelmi tettet hajtott végre: Dél-Afrikában a történelem során először turbómotoros autó került pole pozícióba. Ez köszönhető volt a tengerszint feletti magasságnak is, ahol a turbók hagyományosan jobban teljesítenek.
Az eredmények láttán az addig köznevetség tárgyát képező csapattól hirtelen megrettentek a riválisok, és pár éven belül valamennyien áttértek a turbómotorokra.

## Eredmények
(félkövér jelöli a pole pozíciót, dőlt betű a leggyorsabb kört)
| Év   | Csapat             | Motor               | Gumik | Pilóták               | 1   | 2   | 3   | 4   | 5   | 6   | 7   | 8   | 9   | 10  | 11  | 12  | 13  | 14  | 15  | 16  | 17  | Pontok | Helyezés |
| ---- | ------------------ | ------------------- | ----- | --------------------- | --- | --- | --- | --- | --- | --- | --- | --- | --- | --- | --- | --- | --- | --- | --- | --- | --- | ------ | -------- |
| 1977 | Equipe Renault Elf | Renault-Gordini EF1 | M     |                       | ARG | BRA | RSA | USW | ESP | MON | BEL | SWE | FRA | GBR | GER | AUT | NED | ITA | USA | CAN | JPN | 0      | -        |
| 1977 | Equipe Renault Elf | Renault-Gordini EF1 | M     | Jean-Pierre Jabouille |     |     |     |     |     |     |     |     |     | KI  |     |     | KI  | KI  | KI  | NK  |     | 0      | -        |
| 1978 | Equipe Renault Elf | Renault-Gordini EF1 | M     |                       | ARG | BRA | RSA | USW | MON | BEL | ESP | SWE | FRA | GBR | GER | AUT | NED | ITA | USA | CAN |     | 3      | 12.      |
| 1978 | Equipe Renault Elf | Renault-Gordini EF1 | M     | Jean-Pierre Jabouille |     |     | KI  | KI  | 10  | NR  | 13  | KI  | KI  | KI  | KI  | KI  | KI  | KI  | 4   | 12  |     | 3      | 12.      |
| 1979 | Equipe Renault Elf | Renault-Gordini EF1 | M     |                       | ARG | BRA | RSA | USW | ESP | BEL | MON | FRA | GBR | GER | AUT | NED | ITA | CAN | USA |     |     | 26*    | 6.       |
| 1979 | Equipe Renault Elf | Renault-Gordini EF1 | M     | Jean-Pierre Jabouille | KI  | 10  | KI  | NI  |     |     |     |     |     |     |     |     |     |     |     |     |     | 26*    | 6.       |
| 1979 | Equipe Renault Elf | Renault-Gordini EF1 | M     | René Arnoux           | KI  | KI  | KI  | NI  | 9   | KI  |     |     |     |     |     |     |     |     |     |     |     | 26*    | 6.       |

- 1979-ben minden pontot az RS10-essel szereztek.

## Forráshivatkozások
1. ↑  Engine Renault • STATS F1. www.statsf1.com. (Hozzáférés: 2025. május 26.)
2. ↑  Archivált másolat. [2008. december 1-i dátummal az eredetiből archiválva]. (Hozzáférés: 2025. május 26.)